# Pointe de la Varde
Pour les articles homonymes, voir Varde (homonymie).
La pointe de la Varde est une pointe rocheuse à l'est de Saint-Malo, dans le quartier de Rothéneuf. Site naturel protégé culminant à 32 m au-dessus de la mer, elle offre un panorama sur la baie de Saint-Malo. La pointe est encadrée par la grande plage du Pont, au sud, et l'étroite plage du Nicet, au nord-est. La pointe offre un des plus beaux points de vue sur la côte d'Émeraude.
Acquise par le Conservatoire du littoral, elle est gérée par le Conseil général d'Ille-et-Vilaine.
Historiquement la pointe de la Varde fut un lieu stratégique pour la défense du port malouin contre les assaillants venant de la mer et a donc connu plusieurs fortifications au cours du temps.

## Restauration  végétale et oiseaux du littoral
Comme  pour la pointe du Grouin, au nord de Cancale, les promeneurs sont cantonnés dans des sentiers matérialisés par des fils d'acier ou des ganivelles pour permettre à la végétation de recoloniser les lieux.
Les falaises abritent différentes espèces d'oiseaux marins : goélands marin, brun et argenté,  grand cormoran et cormoran huppé, etc.

## Vestiges historiques

### Du XVIIeau XIXesiècle

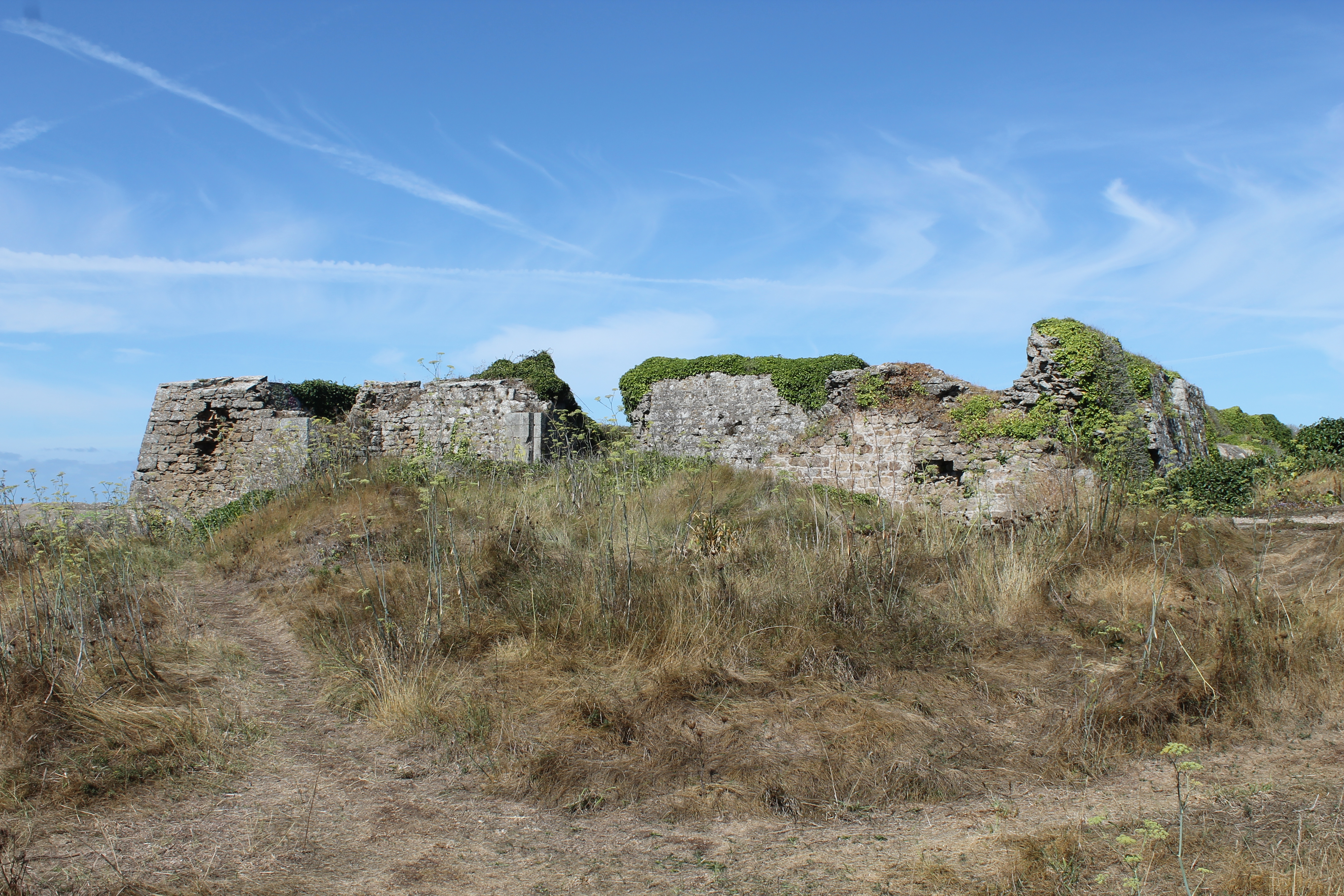
Fort de l'Arboulé.

La construction du fort de la pointe de la Varde, appelé aussi batterie du fort de l'Arboulé (ancien nom de la pointe, aussi orthographiée “L’Avarde”), fut réalisée rapidement en 1694 en complément des défenses du port malouin par Vauban. C'était une construction sommaire composée d'un mur d'enceinte défendu d'un fossé.
Non entretenu, il fut remanié en 1758 avec un fort retranchement, un glacis et un chemin couvert.
En 1898 et 1899, la pointe extrême fut dotée de puissantes batteries modernes.

### Seconde Guerre mondiale

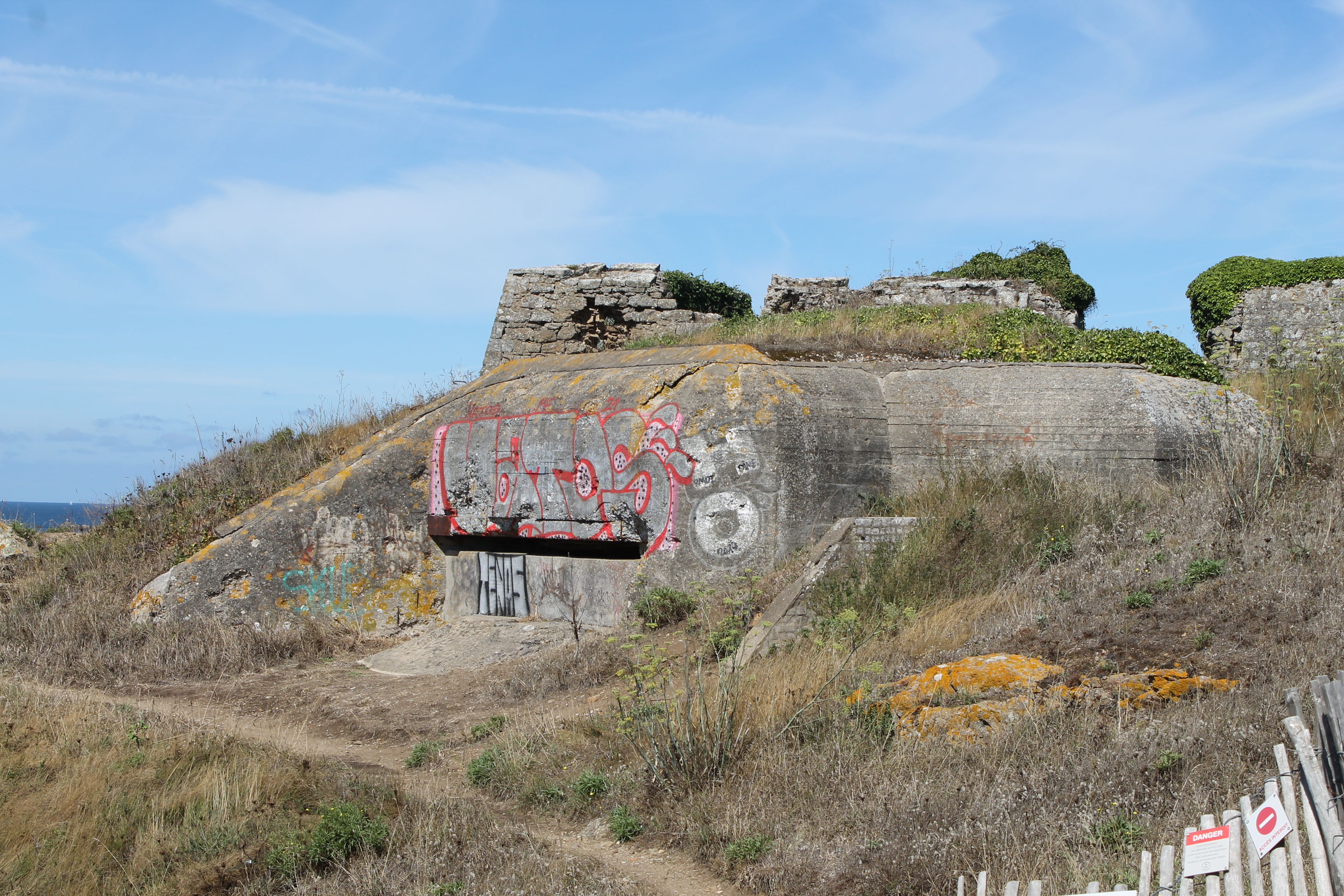
L'un des nombreux bunker de la pointe.

En 1942, dans le cadre de la fortification de Saint-Malo (la Festung Saint-Malo), l'armée allemande réaménagea les fortifications existantes en y adjoignant des blockhaus pour contrôler les plages de Rothéneuf : casemates et observatoire d'artillerie, quatre tobrouks simples et un grand tobrouk pour mitrailleuses antiaériennes.
La pointe de la Varde fut prise par les soldats de la 83e division américaine le 13 août 1944, le lendemain de la prise de Saint-Ideuc lors de la bataille pour la libération de Saint-Malo. 